# Александер Вінніков
Александер Вінніков (англ. Alexander Vinnikov) — нідерландський дипломат. Директор Офісу зв'язку НАТО в Україні (з 2015), Глава представництва НАТО в Україні (2016-2021).

## Життєпис
Народився в сім'ї артиста, який виріс у Києві. Закінчив Оксфордський університет, Інститут політичних досліджень (Париж) та Лондонську школу економіки. Говорить вільно шістьома мовами, вивчає українську.
Розпочав свою кар'єру як дослідник з міжнародних відносин в Оксфордському університеті, Женевському центрі політики безпеки та Школі управління ім. Кеннеді Гарвардського університету.
Також служив в ОБСЄ на різних посадах та місцях служби, останнім часом як старший політичний радник Верховного комісара щодо справ національних меншин у Гаазі.
Був офіцером зв'язку НАТО / начальником управління в Центральній Азії, резидентом у Ташкенті (Узбекистан) з мандатом, який охоплює п'ять країн регіону. Також працював у Штаб-квартирі НАТО у відділі політичних питань та політики безпеки, та у відділі оборонної політики та планування.
Александер Вінніков очолює Представництво НАТО в Україні з моменту його створення в березні 2016 року. Директор Офісу зв'язку НАТО з вересня 2015 року.